# جورج إتش موريس
جورج إتش موريس (بالإنجليزية: George H. Morris) هو فارس ‏ أمريكي، ولد في 26 فبراير 1938.

## وصلات خارجية
- جورج إتش موريس على موقع أوليمبيديا (الإنجليزية)